# Aihen Muñoz
Aihen Muñoz Capellán (Etxauri, 16 agosto 1997) è un calciatore spagnolo, difensore della Real Sociedad.

## Caratteristiche tecniche
È un terzino sinistro.

## Carriera
Cresciuto nel settore giovanile della Real Sociedad, ha esordito fra i professionisti il 6 gennaio 2019 disputando l'incontro di Liga vinto 2-0 contro il Real Madrid.

## Statistiche

### Presenze e reti nei club
Statistiche aggiornate al 17 settembre 2023.
| Stagione               | Squadra                | Campionato             | Campionato | Campionato | Coppe nazionali | Coppe nazionali | Coppe nazionali | Coppe continentali | Coppe continentali | Coppe continentali | Altre coppe | Altre coppe | Altre coppe | Totale | Totale | Totale |
| Stagione               | Squadra                | Comp                   | Pres       | Reti       | Comp            | Pres            | Reti            | Comp               | Pres               | Reti               | Comp        | Pres        | Reti        | Pres   | Reti   |        |
| ---------------------- | ---------------------- | ---------------------- | ---------- | ---------- | --------------- | --------------- | --------------- | ------------------ | ------------------ | ------------------ | ----------- | ----------- | ----------- | ------ | ------ | ------ |
| 2017-2018              | Real Sociedad B        | SDB                    | 24         | 0          |                 | -               | -               |                    | -                  | -                  |             | -           | -           | 24     | 0      |        |
| 2018-2019              | Real Sociedad B        | SDB                    | 17         | 0          |                 | -               | -               |                    | -                  | -                  |             | -           | -           | 17     | 0      |        |
| Totale Real Sociedad B | Totale Real Sociedad B | Totale Real Sociedad B | 41         | 0          |                 | 0               | 0               |                    | -                  | -                  |             | -           | -           | 41     | 0      |        |
| 2018-2019              | Real Sociedad          | PD                     | 11         | 0          | CR              | 0               | 0               |                    | -                  | -                  |             | -           | -           | 11     | 0      |        |
| 2019-2020              | Real Sociedad          | PD                     | 15         | 0          | CR              | 5               | 0               |                    | -                  | -                  |             | -           | -           | 20     | 0      |        |
| 2020-2021              | Real Sociedad          | PD                     | 16         | 0          | CR              | 1               | 0               | UEL                | 2                  | 0                  |             | -           | -           | 19     | 0      |        |
| 2021-2022              | Real Sociedad          | PD                     | 20         | 0          | CR              | 3               | 1               | UEL                | 8                  | 0                  |             | -           | -           | 31     | 1      |        |
| 2022-2023              | Real Sociedad          | PD                     | 23         | 0          | CR              | 3               | 0               | UEL                | 1                  | 0                  |             | -           | -           | 27     | 0      |        |
| 2023-2024              | Real Sociedad          | PD                     | 5          | 0          | CR              | 0               | 0               | UCL                | 0                  | 0                  |             | -           | -           | 5      | 0      |        |
| Totale Real Sociedad   | Totale Real Sociedad   | Totale Real Sociedad   | 90         | 0          |                 | 12              | 1               |                    | 11                 | 0                  |             | -           | -           | 113    | 1      |        |
| Totale carriera        | Totale carriera        | Totale carriera        | 131        | 0          |                 | 12              | 1               |                    | 11                 | 0                  |             | -           | -           | 154    | 1      |        |

## Palmarès

### Competizioni nazionali
- Coppa di Spagna: 1

Real Sociedad: 2019-2020